# Droga wojewódzka nr 633
Droga wojewódzka nr 633 (DW633) – droga wojewódzka w województwie mazowieckim o długości 14,2 km. Łączy warszawski Żerań z Nieporętem.